# Al-Barrija
Al-Barrija (arab. البريّة) – nieistniejąca już arabska wieś, która była położona w Dystrykcie Ramli w Mandacie Palestyny. Wieś została wyludniona i zniszczona podczas I wojny izraelsko-arabskiej, po ataku Sił Obronnych Izraela w dniu 10 lipca 1948.

## Położenie
Al-Barrija leżała na wschodnim krańcu nadmorskiej równiny Szaron. Według danych z 1945 do wsi należały ziemie o powierzchni 2 831 ha. We wsi mieszkało wówczas 510 osób.
| własność gruntów | powierzchnia gruntów (hektary) |
| ---------------- | ------------------------------ |
| Arabowie         | 2 758                          |
| Żydzi            | 0                              |
| publiczne        | 73                             |
| Razem            | 2 831                          |

| Rodzaj użytkowanych gruntów | Arabowie (hektary) | Żydzi (hektary) |
| --------------------------- | ------------------ | --------------- |
| uprawy nawadniane           | 51                 | 0               |
| uprawy zbóż                 | 2 627              | 0               |
| nieużytki                   | 98                 | 0               |
| zabudowane                  | 55                 | 0               |

## Historia
W okresie panowania Brytyjczyków al-Barrija była małą wsią. We wsi znajdował się jeden meczet.
Decyzją rezolucji Zgromadzenia Ogólnego ONZ nr 181 z 29 listopada 1947, wieś al-Barrija miała znajdować się w państwie arabskim w Palestynie. Na początku I wojny izraelsko-arabskiej w maju 1948 wieś zajęły arabskie milicje, które atakowały żydowską komunikację w okolicy. Na samym początku operacji Danny w dniu 10 lipca 1948 wieś zajęli izraelscy żołnierze. Zmusili oni wszystkich mieszkańców do opuszczenia wioski, a w połowie września wysadzili domy.

## Miejsce obecnie
Na miejscu wioski al-Barrija powstała w 1972 wieś komunalna Bet Chaszmonaj. Na gruntach ornych powstał w 1949 moszaw Azarja, i w 1950 Kefar Szemu’el.
Palestyński historyk Walid Chalidi, tak opisał pozostałości wioski al-Barriji: „Teren wsi jest w większości zniszczony i zrównany z ziemią, z wyjątkiem pozostałości jednego domu i fragmentów murów z dwóch betonowych domów z wystającymi z nich prętami”.